# Behuria corymbosa
Behuria corymbosa är en tvåhjärtbladig växtart som beskrevs av Célestin Alfred Cogniaux. Behuria corymbosa ingår i släktet Behuria och familjen Melastomataceae. Inga underarter finns listade i Catalogue of Life.